# Małe Jasło
Małe Jasło (1103 m n.p.m.) – szczyt w Bieszczadach Zachodnich położony w środkowej części bocznego grzbietu pasma granicznego ciągnącego się od Okrąglika przez Jasło aż do Cisnej; na północ od Szczawnika. Stoki są zalesione z wyjątkiem partii szczytowych, gdzie, podobnie jak na Jaśle, lasu nie ma. Małe Jasło znajduje się na obszarze Ciśniańsko-Wetlińskiego Parku Krajobrazowego. Ciekawa flora. M.in. stwierdzono tutaj występowanie ciemiernika czerwonawego – bardzo rzadkiej rośliny, w Polsce występującej tylko w Bieszczadach i to na 6 tylko stanowiskach.

## Szlak turystyczny
– Główny Szlak Beskidzki na odcinku Cisna – Jasło:
- z Cisnej 2.40 h
- z Jasła 0.40 h, z Okrąglika 1.10 h